# Kaj Svenling
Kaj Svenling, född 21 mars 1947, är en svensk låtskrivare.

## Låtar skrivna av Kaj Svenling
- Hem till Norden (tillsammans med Tommy Andersson)
- Hold Me (tillsammans med Johnny Thunqvist)